# Onthophagus jugicola
Onthophagus jugicola là một loài bọ cánh cứng trong họ Bọ hung (Scarabaeidae).